# RMS Homeric
Гомерик (англ. Homeric) — британский трансатлантический лайнер, принадлежавший компании «White Star Line». Изначально строился как немецкий лайнер «Колумбус» для судоходной компании «Северогерманский Ллойд».

## Предпосылки к созданию
В годы до Первой мировой войны Германия должна была расширить свой торговый флот, в виду конкуренции со стороны британских судоходных компаний, чьи новые лайнеры превосходили тогдашние немецкие суда во всех аспектах. Гамбург-Америка Лайн (HAPAG) была удостоена чести построить три гигантских лайнера тоннажем более 50,000 тонн. Однако трёх, хоть и самых больших в мире, лайнеров было недостаточно для обеспечения престижа Германскому торговому флоту: в дополнение к самым большим и роскошным судам Германии были заказаны более компактные компаньоны.
Два из таких лайнеров были заказаны компанией «Северогерманский Ллойд». Первый лайнер собирались назвать «Колумбус», а второй — «Гинденбург». С тоннажем в 35,000 тонн они, несомненно, были бы большими судами, но на скорость заказчики не рассчитывали. Суда были оборудованы двумя винтами, и их предельная скорость едва переходила отметку в 18 узлов. До постройки в 1969 году лайнера «Куин Элизабет 2», это были самые большие двухвинтовые лайнеры в мире.

## Строительство. Война

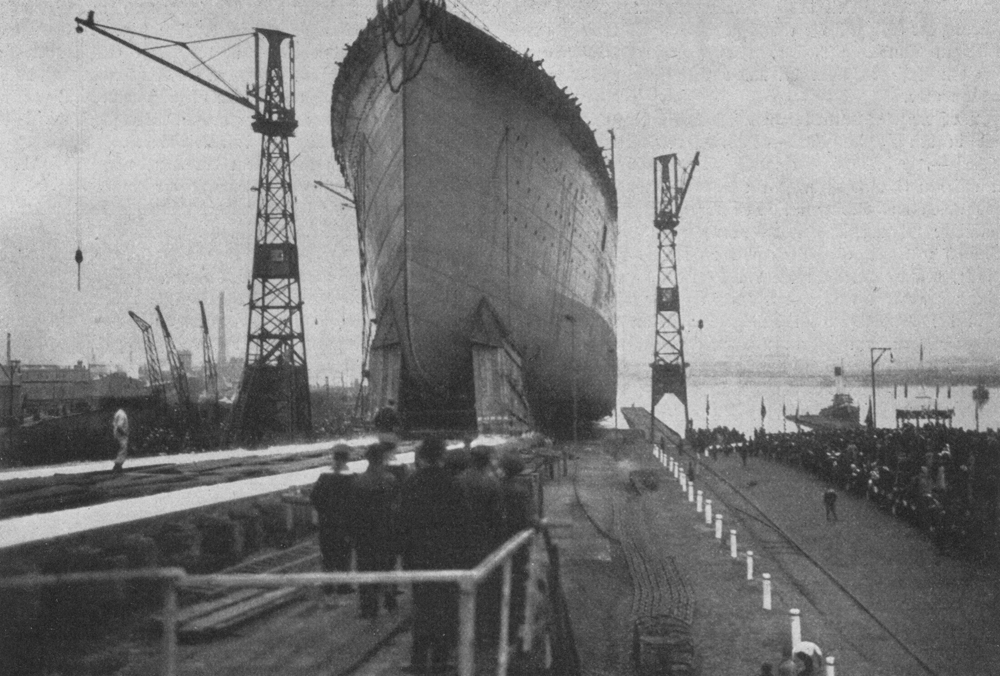
Спуск на воду

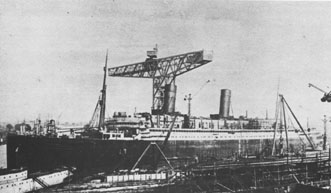
Строительство «Колумбуса» — будущего «Гомерика».

17 декабря 1913 года «Колумбус» был спущен на воду и тут же стал самым большим судном «Северогерманского Ллойда». Работа над судном продолжалась в течение года, пока не началась Первая мировая война. В августе 1914 года вся работа была остановлена, и пароход был поставлен на прикол в Данциге на время военных действий.
Война закончилась в 1918 году подписанием Компьенского перемирия. Британские пароходства понесли огромные потери. Только Кунард Лайн во время войны потеряла 22 судна, включая свой супер-лайнер «Лузитанию». В следующем году «Колумбус», наряду со многими другими немецкими судами, был передан в качестве военных репараций странам-победителям, как замена судов, которые они потеряли в войне. Для обслуживания североатлантического маршрута тремя лайнерами Кунард Лайн не хватало одного судна, им стал «Император», по иронии судьбы созданный для конкуренции британским лайнерам. Судно переименовали в «Беренгарию».
У Уайт Стар Лайн дела обстояли хуже. В 1912 году погиб «Титаник», тогдашний флагман компании, что нанесло непоправимый ущерб репутации и финансовому состоянию компании. В 1916 году затонул его брат «Британник», подорвавшись на мине у берегов Греции. Из трёх супер-лайнеров остался только «Олимпик». Для полноценной работы на североатлантическом маршруте и достойной конкуренции Кунард Лайн Уайт Стар Лайн нуждалась ещё в двух судах. Ими стали два немецких лайнера: 56,000-тонный «Бисмарк» Гамбург-Америка Лайн, переименованный в «Маджестик», и заменивший «Британник», и лайнер «Колумбус», который позже переименовали в «Гомерик». Вместе с «Маджестиком» «Колумбус» дополнил разбитое трио класса «Олимпик», заменив затонувший «Титаник».

## Британская карьера

### Имя
Имя «Гомерик» не было случайным. «Уайт Стар Лайн» планировали расширить трио класса «Олимпик» в квартет, а позже просто заменить «Титаник» лайнером «Германик», тоннажем в 33,000 тонн. Но, поскольку напряжение между Великобританией и Германией росло, было решено назвать лайнер «Гомерик». В Германии брат «Гомерика», будущий «Гинденбург», был в слишком ранней стадии строительства, и не интересовал Великобританию. Потеряв «Колумбуса», Германия переименовала «Гинденбург» в «Колумб», пытаясь психологически заменить утерянное судно.

### Трансатлантические рейсы

«Гомерик»

В 1920 году «Гомерик» был закончен. Судно достроили в Германии под наблюдением строителей из «Харланд и Вольф». И хотя все суда уже переводили на жидкое топливо, «Гомерик» был оборудован угольными бункерами. 21 января 1922 года «Гомерик» прибыл из Германии и получил новое имя официально. 15 февраля того же года он отправился в первое плавание после почти десяти лет ожидания. Даже при том, что он не был быстрым судном, был отмечен тот факт, что судно имело хорошую остойчивость в умеренных волнениях. Этот факт сделал его очень популярным, и, казалось, восполнял его низкую скорость. Скорость была несколько повышена в октябре 1923 года, когда «Гомерик» был отправлен на зимний ремонт, двигатели были переведены на нефть. 9 апреля 1924 года он вернулся на линию, и, как оказалось, лайнер стал несколько быстрее, чем прежде. Однако со скоростью в 19.5 узлов он не мог успешно работать с «Олимпиком» и «Маджестиком», предельная скорость которых была 23 узла и 25 узлов соответственно. Однако теперь «Гомерик» пересекал Атлантику на один день быстрее.
В начале 1920-х Американское правительство попробовало остановить массовую иммиграцию в страну, ограничив число разрешённых эмигрантов. Возможно, это было необходимостью, но это нанесло серьёзный удар по судоходным линиям. «Гомерик» был построен с расчётом на эмигрантов, и имел большие помещения третьего класса. Они стали пустовать и после нескольких лет «Уайт Стар Лайн» перевели «Гомерик» на круизный маршрут из-за нерентабельности трансатлантических рейсов.

## Конец карьеры

### Круизы
Однако экс-немецкое судно всё ещё ходило через Атлантику, но время показало, что его корпус был старым. В 1928 году «Уайт Стар Лайн» объявила о строительстве 285-метрового «Океаника», и 1 июня 1932 года «Гомерик» сделал свой последний рейс через Атлантику. Планы относительно постоянного выполнения круизов были реализованы, и «Гомерик» должен был путешествовать в Средиземноморье от британских портов. Он был одним из первых судов, которые использовались только как круизное судно. Лайнер справлялся с этой задачей блестяще, и вскоре «Гомерик» заработал репутацию превосходного круизного судна.

### Последние годы
Стоя на якоре недалеко от Тенерифе, 28 сентября 1932 года, судно было повреждено маленьким кораблём «Исла де Тенериф». Большее судно было не сильно повреждено и скоро возвращено к обслуживанию круизной линии. Той зимой «Гомерик» совершил рейс в Вест-Индию. Круизы также стали нерентабельными, и без пассажиров лайнер начал терять деньги. «Уайт Стар Лайн» испытывала тяжёлые времена. Так, в 1934 году «Гомерик» стал частью недавно сформированной «Кунард-Уайт Стар Лайн». Два старых конкурента должны были слиться, чтобы закончить 80,000-тонную «Куин Мэри». Одна из последних миссий для «Гомерика» состояла в том, чтобы посетить парад судов по случаю серебряного юбилея короля Георга V, в июле 1935 года. Два месяца спустя «Гомерик» был поставлен на прикол. После этого он был продан в Шотландию на слом в 1936 году.